# Australopitek
Australopitek (lat.: Australopithecus, od lat. australis: južni + grč. πίϑηϰος: majmun) naziv je roda pronađenog samo u Africi, a čije su (isključivo izumrle) vrste pripadale grupi Australopithecina, koji su živjeli prije 4 do 3 milijuna godina. Rod Australopithecus svrstava se u tribus Hominini, u kojem se također nalazi i rod Homo s današnjim ljudima. Uključuje vrste: Australopithecus aethiopicus kojega fosilni nalaz robustnih oblika potječe s jezera Turkana u Keniji; Australopithecus afarensis, fosilni pračovjek s nalazištâ Hadar u Etiopiji i Laetoli u Tanzaniji, datiran prije približno 3,6 do 2,9 mil. god. Nalazi pripisani stvorenju nazvanomu Lucy nesumnjivo pripadaju najstarijim čovjekovim predcima (anatomska građa kostiju i zubi dokazuje tjelesni ustroj dvonošca, očite su promjene zubala i mali obujam mozga); Australopithecus africanus, pronađen u nalazištima istočne i južne Afrike, datiran na vremenski raspon od prije približno 3 do 1,5 mil. god.; Australopithecus boisei, vrsta robustna oblika iz istočne Afrike, datirana prije približno 2 do 1,5 mil. god., nekad zvana Zinjanthropus, nalik vrsti A. aethiopicus; Australopithecus robustus, kojemu su fosilni ostatci pronađeni na nalazištima Swartkrans i Kromdraai u južnoj Africi, datirani prije približno 2 do 1,5 mil. god., nekoć su pripisivani rodu Paranthropus, a slični su i vjerojatno srodni nalazima A. boisei.

## Naziv
Australopithecus je latinsko-grčka složena riječ (s latinskim sufiksom), sastavljena od lat. australis („južni“, zbog mjesta otkrića kod južnoafričkog gradića Taung) i grč. πίθηκος, starogrč. izgovara se píthēkos („majmun“). Taj opis mu je 1925. dao Raymond Dart, autor znanstvenog opisa prvog otkrivenog primjerka, djeteta iz Taunga.

## Opis
Vrste roda Australopithecus razlikuju se i međusobno i od današnjih čimpanzi prije svega na temelju različito formirane zubne grizne površine, građe jagodične kosti, kao i mjesta spajanja mišića za žvakanje (musculus temporalis). Daljnje razlike reflektiraju se u npr. građi kralježnice, zdjelice i kukova.
Isto kao i kod ljudi, nije postojala dijastema gornje čeljusti. Dakle, u pravilu, nije postojao razmak između sjekutića i očnjaka, što ukazuje na to da očnjaci u donjoj čeljusti, za razliku od onih kod mužjaka čovjekolikih majmuna, nisu bili izduženi poput bodeža.
Iz građe i tragova istrošenosti zuba zaključeno je da su se Australopithecus anamensis, Australopithecus afarensis, Australopithecus africanus, Australopithecus sediba i vrste roda Paranthropus pretežno hranile biljnim hranom.

### Zapremina mozga i veličina tijela
Zapremina mozga vrsta roda Australopithecus iznosila je između 400 i 550 cm3, nešto više nego u čimpanze ili bonoboa, ali ipak manje nego kod najstarijih pripadnika roda Homo, čija je zapremina mozga iznosila između 600 i 800 cm3.
Veličina tijela izumrlih vrsta može se samo otprilike procijeniti na temelju neoštećenih dugih nožnih kostiju, a procjene stoga variraju između 1,00 m i 1,60 m. Tako je, na primjer, za vrstu Australopithecus africanus u jednom članku navedena težina između 30 i 40 kg, a visina 1,38 m za mužjake i 1,15 m za ženke. Prema tome bi australopitecini bili visine uspravnog čimpanze. Kontroverzno je koliko je spolni dimorfizam bio izražen; u literaturi se tvrdi da su jedinke različitih veličina pripadale različitim vrstama, koje su živjele na istom prostoru.

### Uspravni hod
Zajedničkom osobinom svih pripadnika roda Australopithecus u ranijim objavama smatrao se uspravni hod. Ta sposobnost utvrđena je kod južnoafričkih primjeraka (Australopithecus africanus), fosila iz Hadara (Australopithecus afarensis), kao i na temelju 3,5 milijuna godina starih otisaka stopala dvonožnih jedinki u nalazištu Laetoli.
Izraelski paleoantropolog Yoel Rak sa Sveučilišta u Tel Avivu je 1991. naveo da je Australopithecus afarensis najvjerojatnije imao "sasvim poseban način hodanja". Sve više paleontoloških otkrića protivi se prvobitnoj pretpostavci da su već rani predstavnici taksona Hominini živjeli u otvorenim staništima usporedivim s današnjim stepama ("hipoteza o savanama"). Popratni ostaci fosiliziranih kostiju navode na stanište sastavljeno od rijetkih šuma i onih koje su rasle uz rijeke i močvare. U takvom staništu, prema novijim tumačenjima, prvobitni način života čovjekolikih majmuna još se uvijek mogao očuvati: česti boravak na drveću, pogotovo radi spavanja, te samo povremeno uspravno kretanje po tlu. Mišljenje da "su australopitecini po načinu kretanja manje sličili na ljude nego što se to prije smatralo" dosta se raširilo.

## Starost
Vrste roda Australopithecus živjele su prije četiri i dva milijuna godina prije današnjice u Africi, što je utvrđeno fosilnim ostacima priključenim rodu Australopithecus. Raspon postojanja izumrle vrste može se u pravilu zaključiti samo približno. S jedne je strane fosilni zapis nepotpun: postoji samo mali broj primjeraka jedne izumrle vrste. S druge se strane raznim metodama datiranja može točnije ustvrditi starost, ali i tu sa znatnom nepreciznošću. Ta nepreciznost uzrok je korištenja vanjskih granica "od ... do" pri određivanju raspona postojanja jedne vrste. Sve objavljene brojke koje označavaju starost prema tome samo su privremeno datiranje, koje će se možda morati revidirati otkrićem daljnjih primjeraka.
Od jedne, danas još uvijek neodređene vrste roda Australopithecus (po nekima je to mogao biti Australopithecus afarensis), anagenezom su potekle vrste roda Homo; iz tog se razloga za ovaj rod ne može odrediti "točka izumiranja".

## Upotreba alata
Koliko je Australopithecus pretekao čimpanze u upotrebi alata još uvijek nije posve jasno. Korištenje obrađenog kamena često se uzima kao prioritetni kriterij po kojem se neki fosilni ostaci svrstavaju kao pripadnici vrste Homo habilis umjesto „Australopithecus habilis“.
Australopithecus afarensis je oko 500 000 godina stariji od najstarijeg otkrivenog alata, a ni kod vrste Australopithecus africanus nisu pronađeni nikakvi sigurni tragovi korištenja istog. S druge su strane uz fosile Paranthropusa pronađeni kameni alati Oldovanske kulture kao i kosti s istrošenim vrhovima, koje su možda koristili za kopanje ili vađenje termita. Međutim, činjenica da je u istim slojevima pronađen i Homo habilis čini pripadnost tih alata nesigurnom.

## Sistematika
Rod Australopithecus je parafiletični takson od kojeg su, prema danas dostupnim podacima, potekli rodovi Paranthropus i Homo.
Status vrste danas imaju Australopithecus anamensis, Australopithecus afarensis, Australopithecus africanus, Australopithecus garhi i Australopithecus sediba. Bliskost međusobnog srodstva tih vrsta, kao i njihovog srodstva s rodovima Paranthropus i Homo, još uvijek nije razjašnjena.
Također je vrlo vjerojatno da su Australopithecus anamensis i Australopithecus afarensis sestrinske vrste. Prema tom su tumačenju ostaci A. anamensisa s jezera Turkana (iz Kanapoija, starost: oko 4,1 milijuna godina, te iz zaljeva Allia, starost: oko 3,9 milijuna godina) kao i A. afarensisa iz Laetolija (oko 3,6 mil. godina) i Hadara (3,3 mil. godina i mlađi), ostaci populacija samo jedne evolutivne linije koji se vremenski nastavljaju jedni na druge.

### "Gracilne" i "robusne" vrste
Na temelju otkrivenih ostataka predstavnika hominina starih oko 2,5 milijuna godina mogu se raspoznati dva različita oblika nastala adaptacijom na klimatske promjene: s jedne strane tu su "robusni", a s druge "gracilni" australopitecini. Tu teoriju o makroevoluciji utemeljenoj na staništu prvi je put predstavila Elisabeth Vrba.
Južna Afrika u to je vrijeme postajala sve više suha i hladna, zbog čega su šume s mekim voćem i lišćem počele nestajati. Došlo je do širenja savana, koje su pružale relativno tvrdu hranu (npr. korijenje, sjemenke, travu...). Takozvani "robusni" australopitecini, koji se danas svrstavaju u rod Paranthropus, specijalizirali su se za ishranu takvim vlaknastim biljkama, zbog čega su razvili izuzetno snažne žvakaće mišiće, a na kutnjacima jako povećane površine za žvakanje; Paranthropus boisei je stoga nazvan i "orašarko". "Robusni" australopitecini izumrli su prije oko milijun godina zato što, nakon novih klimatskih promjena i umjerenijih temperatura, više nisu bili dorasli konkurenciji ostalih vrsta u pogledu ishrane:
Najraniji fosili koji pripadaju rodu Homo, preciznije vrstama Homo rudolfensis i Homo habilis, isprva su priključeni vrstama roda Australopithecus, koje su paleoantropolozi svrstali među "gracilne" australopitecine. Nije poznato da li evolutivno stablo vodi izravno od vrste Australopithecus afarensis do roda Homo (kao što smatra jedan dio znanstvenika) ili od Australopithecusa afarensisa preko Australopithecusa africanusa do roda Homo (kako tvrde drugi). Doduše, vrlo je vjerojatno da su pripadnici "gracilnih" australopitecina, za razliku od mišićavog žvakaćeg aparata "robusnih" vrsta, koristili kamene alate (oldovanska kultura).

### Pregled vrsta rodaAustralopithecus
- Australopithecus anamensis živio je u Istočnoj Africi prije oko 4 milijuna godina.
- Australopithecus afarensis živio je u Istočnoj Africi prije 3,8 do 2,9 milijuna godina. Toj vrsti pripadaju fosili Lucy, kao i DIK 1-1 ("Selam").
- Australopithecus africanus živio je u Južnoj Africi prije 3,0 do 2,5 milijuna godina. Toj vrsti pripada i "dijete iz Taunga", prvi opisani fosil roda Australopithecus.
- Australopithecus bahrelghazali poznat je samo iz nalazišta KT 12 starog 3,5 do 3,0 milijuna godina. Svrstavanje ostataka u odvojenu vrstu je kontroverzno, neki ga istraživači smatraju reginalnom varijantom vrste Australopithecus afarensis.
- Australopithecus garhi živio je na prostorima današnje Etiopije prije oko 2,5 milijuna godina.
- Australopithecus sediba živio je u Južnoj Africi prije oko 2,0 milijuna godina.[15]

Pojedini paleoantropolozi svrstavaju i vrste roda Paranthropus kao kasne predstavnike Australopithecusa:
- Australopithecus aethiopicus
- Australopithecus boisei
- Australopithecus robustus

Svrstavanje pojedinih fosila u rod Kenyanthropus je kontroverzno, zato što mnogi istraživači smatraju te ostatke jednostavno varijantama roda Australopithecus.
Nadalje, Ardipithecus ramidus je od strane svojih otkrivača 1994. isprva svrstan kao Australopithecus ramidus, a tek je kasnije prepoznat kao vrsta roda Ardipithecus.
Neki istraživači također smatraju da Homo rudolfensis nije najraniji predstavnik roda Homo, već kasni predstavnik roda Australopithecus, te ga kao takvog označavaju kao Australopithecus rudolfensis.

## Unutarnje poveznice
- Evolucija čovjeka
- Popis čovječjih evolucijskih fosila